# Paradosso di Moore

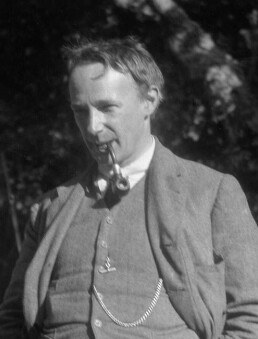
George Edward Moore

Il paradosso di Moore è un paradosso formulato nel 1942 da George Edward Moore che tratta dell'assurdità di affermare una proposizione e contemporaneamente affermare di non crederci.
Detta p una generica proposizione, il paradosso si può formulare nel seguente modo: "p, ma io non credo che p"; oppure: "Io credo che p, ma non p". Nella formulazione tipica di questo paradosso, questo si traduce in "piove ma io non ci credo". Come si può osservare entrambe le frasi descrivono uno stato di cose possibile, e prese separatamente non contengono alcun errore logico. Tuttavia, nella loro interazione, perdono di senso ed hanno una paradossalità che, a detta del filosofo Ludwig Wittgenstein, è molto prossima all'autocontraddizione perché affermare "p, ma io non credo che p", equivale a dire "p, ma forse non p".
Il paradosso non si pone nel caso di una seconda o terza persona: l'affermazione "piove ma egli non ci crede" non ha alcuna paradossalità. Il carattere paradossale, quindi, viene dall'affermazione in prima persona. Ciò accade perché, mentre in seconda o in terza persona si descrive uno stato di cose indipendente dalla prima proposizione essendo la descrizione di una credenza (il fatto che egli non creda che piove è indipendente dal fatto che piova o meno), nel caso della prima persona ciò non è vero: "io credo che p" non è la descrizione della mia credenza ma la sua espressione, e quindi equivale ad affermare direttamente p, giungendo all'autocontradditorietà di affermare e negare allo stesso tempo una medesima proposizione (che va contro il principio di non contraddizione).